# Lilium 'Dreamweaver'
Lilium 'Dreamweaver' — сорт лилий из группы ЛО-гибриды (англ. L.O. Oriental Type) VIII раздела по классификации третьего издания Международного регистра лилий.
Срезочный сорт, реже используются, как декоративное садовое растение.

## Биологическое описание
Высота растений 130 см.
Стебли зелёные.
Листья 22×3,2 см, зелёные.
Цветки 215 мм в диаметре.
Лепестки розовые, края слегка волнистые, белые. Длина 13,7 см, ширина 6,3 см. Основание центральной жилки зелёное.
Пыльца оранжево-коричневая.

## В культуре
ЛО-гибридам требуется сухая зимовка, которую осуществляют либо посредством укрытия посадок полиэтиленовой плёнкой перед наступлением осенних дождей, либо путём хранения луковиц в опилках или сфагнуме при низкой положительной температуре.